# 碱式乙酸锌
碱式乙酸锌是一种乙酸盐，化学式为Zn4O(CH3COO)6，它和碱式乙酸铍同构。它可以催化苯胺的烷氧基羰基化反应。

## 制备与反应
它可由乙酸锌在真空中热分解，升华得到；或通过氧化锌和乙酸按一定比例反应制得。
它和对苯二甲酸在DEF中于100 °C反应，可以得到MOF-5(Zn)。

## 拓展阅读
- Souad Boulmaâz, Renée Papiernik, Liliane G. Hubert-pfalzgraf, Bernard Septe, Jacqueline Vaissermann. . Journal of Materials Chemistry. 1997, 7 (10): 2053–2061  [2023-03-21]. doi:10.1039/a701381g.